# Stemvoering
Dit overzicht is mogelijk incompleet; u kunt helpen door het uit te breiden.
Stemvoering vertelt het een en ander over het 'horizontale' verloop van de afzonderlijke stemmen of instrumenten in de tijd van een bepaald muziekstuk, dit in tegenstelling tot de 'verticale' benadering van muziek die iets vertelt over de harmonie, op één specifiek moment in het stuk.
Voor arrangeurs en componisten (met name in de jazz en aanverwante muziekstijlen) is stemvoering een centraal en essentieel begrip. Een goede stemvoering zorgt voor een logisch, prettig en kloppend in het gehoor liggend samenspel van de afzonderlijke instrumenten.
'Monofone' instrumentalisten (zoals blazers binnen een big band-setting) ervaren arrangementen met een goede stemvoering als prettig speelbaar, omdat de muzikale lijn voor hen goed/prettig te vatten en te spelen is.
In die zin is de term 'stemvoering' nauw verwant aan het begrip contrapunt zoals dat binnen de klassieke muziekstijlen wordt gehanteerd. (Bij een klassieke conservatorium-opleiding horen de vakken harmonieleer en contrapunt ook tot het vaste vakken-pakket.)